# Леви, Наталия Николаевна
Наталия Николаевна Леви (Смыслова; 10 сентября 1901 год, Санкт-Петербург — 3 января 1972, Ленинград) — советский композитор, автор произведений для оркестра народных инструментов, музыки для детей. Член Ленинградского отделения Союза советских композиторов.

## Биография
Родилась в семье любителей музыки. Рано, ещё в десятилетнем возрасте, учась в музыкальной школе, сочиняла песни, импровизировала.
В юности возобладало увлечение театром. С 1920 по 1924 год занималась в Школе русской драмы под руководством известного актёра В. Н. Давыдова. В последующие годы руководила кружками художественной самодеятельности, выступала в качестве драматической актрисы в передвижных театрах. И в это время музыка сопутствовала ей: Леви сочиняет музыку к спектаклям, участвует в концертах как пианистка, заведовала музыкальной частью в театральных коллективах.
Истинное призвание привело Н. Н. Леви в Ленинградскую консерваторию, где в 1931—1936 годах училась в классе П. Б. Рязанова (также преподавателями были: В. В. Пушков — гармонии, М. О. Штейнберг — инструментовки, Х. С. Кушнарёв — полифонии и контрапункта).
Самостоятельная музыкальная деятельность Леви началась в Петрозаводске, куда она уехала после окончания консерватории. В Петрозаводске занималась организацией радиопередач, расшифровкой записей народных песен. Сотрудник Института фольклора. В 1936—1937 годах ездила в фольклорные экспедиции на Русский Север и в некоторые районы Карелии вместе с В. П. Гудковым под руководством Е. В. Гиппиуса и З. В. Эвальд, результатом которых становится сборник «Песни народов Карело-Финской ССР» (1941). В Карелии зародилась многолетняя творческая дружба композитора с ансамблем «Кантеле» — произведения Н. Н. Леви, зачастую сочиненные для ансамбля, долгое время значились в его программе .
В 1937 году возвращается в Ленинград.
В годы Великой Отечественной войны оставалась в блокадном Ленинграде, где работала переводчицей, была руководителем и участницей концертных фронтовых бригад, сочиняла песни. Ездила на передовые позиции в составе бригад Дома Красной Армии имени С. М. Кирова совместно с Юрием Кочуровым.
После окончания войны руководила секцией музыки для детей и юношества Ленинградского отделения Союза советских композиторов, писала песни, музыку к спектаклям, научно-популярным фильмам.
В 1961 году Наталия Николаевна была включена в комиссию по проведению юбилея В. В. Андреева. В 1965 и 1970 годах участвовала в вечерах посвященных памяти профессора Х. С. Кушнарева. С 1965 года участвовала в первых фестивалях «Ленинградская музыкальная весна».
В 1971 году отметила 70-летний юбилей.
Умерла Наталия Николаевна Леви 3 января 1972 года в Ленинграде.
Наследие композитора находится в ЦГАЛИ СПб.

## Сочинения

#### Детская опера
- «Карельская сказка» (либретто В. Г. Чехова, стихи И. Г. Кутасов; 1940; поставлена в том же году в Дворце пионеров под руководством Леонида Гликмана);

#### Сюиты для солистов, хора и оркестра народных инструментов
- «Весело живется» (сл. З. Александровой, 1936),
- «Карельская» (сл. народные, 1937),
- «Наша Родина» (сл. народные и Б. Лихарева, 1938),
- «Два детства» (сл. Э. Паперной, 1939),
- «Русская» (сл. народные, 1940),
- «Зимние каникулы» (сл. С. Погореловского, 1949),
- «Русский север» (сл. народные, 1950);

#### Для оркестра народных инструментов
- Марш «Рот Фронт» (1934),
- «Танец» (1935),
- «Море. Пейзаж», «Поля. Пейзаж» (1950),
- «Интермеццо» (1966),
- «Скоморохи» (1967),
- «Солнце над тундрой» (1969),
- «Две пьесы» (1969),
- «Концертная сюита» (1970);

Для симфонического оркестра:
- «Симфоническая поэма» (1933—1934);

#### Для эстрадного оркестра
- «Праздничный марш» (1950);

#### Для струнных инструментов
- «Струнный квартет» (1933);

#### Для голоса
- «Вокализ» (1935),
- «Карельская народная колыбельная» (перевод В. П. Гудкова; для сопрано с сопровождением оркестра народных инструментов, 1938),
- «Наигрыш. Песня об озере Хасан» (сл. П. Шубина, 1939),
- «Три песни» (сл. П. Шубина, 1939).
- «Здравствуй, парень» (Песня 268 дивизии, сл. В. Лившица, 1942),
- «Весточка» (сл. А. Иванова, 1949),
- Цикл романсов «Пейзажи», в том числе «Бреду тропинкою лесной» (сл. С. Фогельсона, 1950), «Сосны» (сл. Б. Лихарева, 1948), «Крестьянин, торжествуя, на дровнях обновляет путь» (А. С. Пушкина, 1950),
- «Маяк. Остров Мудьюк» (сл. Б. Лихарева, 1951),
- «Песня северного охотника» (сл. М. Фромана, 1951)
- «Сюита для голоса с оркестром» (1960),
- «Простая песня» (для голоса с оркестром),

и др. на слова А. Прокофьева, Н. Щербакова, М. Дудина, П. Моторина, Б. Лихарева, Н. Добржанской, Б. Раевского, С. Погореловского, С. Маршака, З. Александровой.

#### Обработки народных песен
- «Шесть карельских песен» (1939),
- «Песни народов Карело-Финской ССР. Сборник карельских, вепских и русских песен» Авторы: В. П. Гудков, Н. Н. Леви (Петрозаводск, 1941),
- «Десять русских песен» (1958),

и другие обработки русских, вепсских, карельских, финских народных песен;

#### Музыка к спектаклям (для чтецов, солистов, женского или детского хора и оркестра народных инструментов)
- «Марья Краса — золотая коса и Ванюша» (И. В. Карнаухова, 1950),
- «Огневушка-поскакушка» (П. П. Бажов, 1952),
- «Золотой волос» (П. П. Бажов, 1954),
- «Волшебные тыквы» (Н. А. Ходзы, 1955),
- «Ключ земли» (П. П. Бажов, 1957),
- «Кружева» (Ю. Добряков, 1958)
- «Красная шапочка» (Шарль Перро, 1959);

#### Музыка к кинофильмам
- «Рассказ о разных породах деревьев» (1947),
- «Хибинская земля» (1947),
- «Русский народный оркестр» (1959),
- «Лесной пейзаж» (1960),
- «Листопад» (1961),
- «Владимир Ульянов» (1962),
- «Просто Арктика» (1963),
- «Край несметных богатств» (1963),
- «О самых маленьких» (1964),
- «А сказка рядом» (1965);

#### Музыковедческие работы
- «Фольклорные записи» (три тома, 1947),
- «Слуховая запись Конашковой А. Т.» (1948),
- «Поморские и сегозерские песни» (1949),
- «Расшифровка фольклорной музыки» (1949),
- «Музыка М. А. Матвеева к спектаклю ТЮЗа „Туфелька Дин“» (1951),
- «Фольклор в моей жизни» (в сборнике «Песенная лирика устной традиции», сост. И. И. Земцовский, 1994).

## Признание и награды
- премия на Всесоюзном конкурсе массовой песни (в ознаменование 15-летия ВЛКСМ) (за песню «Чапаевская» — сл. А. Суркова; 1933),
- медаль «За оборону Ленинграда» (1943),
- медаль «За доблестный труд во время Великой Отечественной войны 1941—1945 годов» (1945),
- Почетная грамота Президиума Верховного Совета Карело-Финской ССР (1949).

## О композиторе
- Леви Н. Н. // Музыкальная энциклопедия. — Т.3. — М., 1976. — Стб. 193—194
- Леви Н. Н. // Советские композиторы и музыковеды. — Т. 2. — М., 1981. — С. 141
- Рогожина, Н. И. Наталия Леви — детям / Н. Рогожина // Они пишут для детей. Вып. 2. — М., 1978. — С.20-59
- Рогожина, Н. И. Наталия Николаевна Леви: Очерк жизни и творчества — Л.,1962 — 55 стр.
- Богданов-Березовский В. М. Композиторы осажденного Ленинграда // Музыкальная академия — № 1. — 1946 (97) — С.13-22
- Иохельсон В. К итогам первого тура конкурса на массовую песню (в ознаменование 15-летия ВЛКСМ) // Музыкальная академия — № 6. — 1934 (12) — С.45-52